# Carles Pérez
Carles Pérez Sayol (Granollers, 16 februari 1998) is een Spaans voetballer die doorgaans als aanvaller speelt. Hij stroomde door vanuit de jeugd van FC Barcelona. Hij is momenteel uitgeleend door AS Roma aan Celta de Vigo.

## Clubcarrière
Pérez speelde in de jeugd bij Vilanova de la Roca, CF Damm, RCD Espanyol en FC Barcelona . Hij debuteerde op 3 oktober 2015 in FC Barcelona B, tegen Levante UD B. Hij werd in juli 2017 definitief overgeheveld naar de selectie van het tweede team, dat promotie afdwong naar de Segunda División. Pérez speelde op 19 augustus 2017 zijn eerste wedstrijd in de Segunda División, tegen Real Valladolid. Hij speelde de volledige wedstrijd. Pérez' debuut in de hoofdmacht van Barcelona volgde op 19 mei 2019, uit tegen SD Eibar (2–2).
Pérez kreeg in de eerste helft van het seizoen 2019/20 regelmatig speeltijd in het eerste van FC Barcelona, soms als invaller en soms als basisspeler. Hij maakte op 25 augustus 2019 zijn eerste doelpunt in de hoofdmacht. Hij zorgde toen voor de 3–1 in een met 5–2 gewonnen competitiewedstrijd thuis tegen Real Betis. Pérez maakte op 10 december 2019 ook zijn debuut in de UEFA Champions League, in een met 1–2 gewonnen groepswedstrijd uit bij Internazionale. Hij opende die wedstrijd zelf de score.
FC Barcelona verhuurde Pérez in januari 2020 voor een halfjaar aan AS Roma. Daarbij werd afgesproken dat zijn overgang na afloop van het seizoen definitief zou worden als de Italiaanse club dat seizoen nog één punt zou halen in de Serie A. Dit gebeurde op 23 februari 2020, thuis tegen Lecce (4–0). AS Roma betaalde €12.000.000,- voor Pérez.
In juni 2022 werd hij door AS Roma uitgeleend aan Celta de Vigo.

## Interlandcarrière
Pérez kwam uit voor diverse Spaanse nationale jeugdelftallen. Hij maakte onder meer vier doelpunten in veertien interlands voor Spanje –17, waarmee hij deelnam aan het EK –17 van 2015.

## Erelijst
| UEFA Europa Conference League | 1x | 2021/22 |